# Deceptive Records
Deceptive Records est un label indépendant de musique formé en 1992 par Steve Lamacq, Tony Smith et Alan James, spécialisé dans le rock indépendant. Le groupe le plus connu produit par le label est Elastica.
Steve Lamacq quitte le label après la réalisation du premier album d'Elastica, pour éviter les accusations de partialité dont il est l'objet, dans l'émission qu'il anime, les Evening Session sur Radio 1. Le label ferma en 2001.

## Artistes et groupes produits
- Angelica
- Collapsed Lung
- Elastica
- Scarfo
- Snuff
- Earl Brutus
- Jonathan Fire*Eater
- Unun